# ICQ
ICQ (от англ. I seek you — «я ищу тебя») — существовавшая в 1996–2024 годах бесплатная кроссплатформенная система мгновенного обмена сообщениями, для мобильных устройств и персональных компьютеров. Позволяла пересылать текстовые сообщения, изображения, видео и аудио через Интернет. Клиент работал на платформах Android, iOS (iPhone), Windows Phone, Windows Mobile (и Windows CE), Windows RT, Nokia Symbian, Nokia S40, а также ОС Windows. Через сервер осуществлялся поиск и коммутация с другими клиентами, а обмен служебными данными и сообщениями между пользователями осуществлялся как через сервер, так и без его участия. Как и в большинстве мощных сетевых систем, обслуживающих огромное количество клиентских запросов, этот сервер не единственный и некоторые из них являлись кластерами серверов.
Служба являлась коммерческой, но её использование было бесплатным. С момента создания служба принадлежала своему разработчику, израильской компании Mirabilis, в 1998 году она была продана американской компании AOL, а в апреле 2010 года — российскому инвестиционному фонду Digital Sky Technologies. После реорганизации DST в сентябре 2010 года ICQ вошла в состав Mail.ru Group (ныне VK).
За годы существования ICQ было выпущено множество клиентов, и сама ICQ претерпела множество изменений. По состоянию на сентябрь 2013 года общая ежемесячная аудитория ICQ в России 6,7 млн пользователей (в мире — 12,3 миллиона), на конец 2014 года: в России — 6,7 млн, в мире — 11 млн.
В 2020 году Mail.ru Group, владеющая ICQ, приняла решение выпустить на основе мессенджера новую программу ICQ New. Для широкой публики обновленный мессенджер был представлен 6 апреля 2020 года.
В 2023 году мессенджер исчез из каталога приложений Google Play, однако в каталоге App Store присутствовала как его оригинальная версия, так и новая ICQ New. При этом поддержка мессенджера велась и версия ICQ 23.1.1 вышла 21 марта 2023, а ICQ New месяцем позже 20 апреля 2023.
26 июня 2024 года VK прекратил работу мессенджера ICQ в связи с высокой конкуренцией с VK Мессенджером и VK WorkSpace.

## Служба

### Учётная запись
Для использования службы требовалось зарегистрировать учётную запись, через интерфейс клиента или интернет-портал. Для идентификации пользователей использовался UIN (Universal Identification Number) — уникальный для каждой учётной записи номер, состоящий из 5-9 цифр. При первичной регистрации пользователя в системе UIN, в паре с паролем, мог использоваться для аутентификации в системе. В последней версии мобильного клиента для J2ME появилась возможность входа по номеру мобильного телефона, который и становится логином для нового пользователя. В обновлениях программы к концу 2018 году возникло требование привязать к действующему аккаунту мобильный телефон, что являлось выполнением требований вступающего с мая 2019 года российского закона об идентификации пользователей мессенджеров, с этого момента количество пользователей становилось только меньше.
Осенью 2011 года в ICQ было внесено важное изменение: служба ICQ стала поддерживать множественное подключение при использовании одной и той же учётной записи.
Для каждой учётной записи существовали следующие данные:
- никнейм — отображаемое имя пользователя, которое, в отличие от UIN, можно изменять, и которое не является уникальным, то есть может совпадать у различных аккаунтов;
- адрес электронной почты, дающий возможность восстановления доступа к аккаунту в случае утраты пароля, а также могущий использоваться для входа в систему вместо трудно запоминаемого UIN (ранее использовался также при поиске);
- публичную информацию, введённую пользователем, которая может включать имя, фамилию, список увлечений, географическое местоположение, знание языков, текстовое описание и т. д.;
- один аватар в формате BMP, JPEG или GIF;
- список контактов — набор UIN-номеров собеседников, формируемый пользователем, к которым он сможет иметь быстрый доступ и обозревать их статус присутствия через интерфейс клиента;
- статус присутствия;
- дополнительный информационный статус.

История сообщений на серверах не сохранялась, и могла храниться только локально программой-клиентом на устройстве пользователя, и быть доступной через её интерфейс.
Инициировать переписку с другим пользователем и добавить его в список контактов можно, зная его UIN. В свою очередь, для поиска пользователей в системе существует внутренняя функция поиска, доступная через интерфейс клиента, которая позволяет получать списки пользователей, удовлетворяющих введённым в поисковом запросе критериям: совпадению по никнейму, а также дополнительной введённой пользователями информации.

#### Возможность удаления аккаунта
Изначально такая возможность существовала, однако после реорганизации в 2002 году аккаунт (UIN) стало удалить невозможно. Это повлекло за собой сотни «призраков» — зарегистрированных в системе, но не используемых аккаунтов. Впоследствии возможность удаления учётной записи стала доступна на официальном сайте ICQ.

#### Статус присутствия
С каждой учётной записью ассоциирован статус присутствия, являющийся индикатором того, подключён пользователь к сети или нет, и готов ли он в данный момент отвечать на сообщения. В списке контактов и в окне диалога показывается также статус пользователя. Основной статус пользователя служит индикатором его присутствия в системе и готовности отвечать на сообщения (хотя в последнее время число статусов резко возросло и перестало отвечать этим требованиям). Традиционно существует ряд основных статусов.
Если пользователь вообще отсутствует в системе на данный момент (не авторизован), то ему присваивается статус «Не в сети» или «Офлайн» (Offline); если же он в сети (авторизован), то ему присваивается статус «В сети» или «Онлайн» (Online). Также существуют несколько промежуточных статусов:
- Отошёл (Away) — свидетельствует о том, что пользователь в течение определённого времени не проявлял активности (не двигал мышью и не нажимал клавиш). Статус может ставиться и вручную, обычно им сигнализируют небольшой период отсутствия за компьютером.
- Недоступен (N/A — Not Available) — говорит о том, что пользователь получил статус «Отошёл» и с этого момента в течение определённого времени продолжал пребывать в неактивном состоянии. Также может быть выставлено принудительно и обычно им сигнализируют долгосрочное отсутствие за компьютером (исключение: в ICQ 5.x этот статус выставляется автоматически при переходе в полноэкранный режим).

Как правило, автопереход в эти статусы (Away и N/A) можно отключить в настройках клиента.
Существуют также статусы «Свободен для разговора (Free for chat)», «Не беспокоить» (Do not disturb) и «Занят» (Occupied). Начиная с ICQ 4, их нельзя проставлять, но можно считывать у других пользователей, которые, например, используют ICQ 2003b или ниже, а также у многих альтернативных клиентов. Однако, с приходом ICQ 6 вернулась возможность ставить статус Occupied, но при этом утратилась возможность получать статус Free for chat. В ICQ 6 статусы Do not disturb и Occupied, установленные у другого пользователя, воспринимаются одинаково, то есть как Occupied.
Помимо этого, для учётной записи пользователь может устанавливать особый режим — «режим невидимости» (invisible). В этом режиме другие пользователи будут получать для учётной записи статус присутствия «не в сети», а знать об активном режиме невидимости и получать актуальный статус присутствия смогут только пользователи, чьи учётные записи были внесены в список видимости пользователя.

#### Дополнительный информационный статус
Начиная со времени появления ICQ 5, в протокол ICQ были внесены небольшие дополнения, которые позволили пользователям иметь сразу два статуса — основной и дополнительный[уточнить]. Однако, до определённого момента (а именно до выхода в свет ICQ 6, в которой, правда, были проведены небольшие изменения в этом аспекте протокола) это являлось не более чем особенностью протокола ICQ, которую используют многие альтернативные клиенты ICQ. ICQ 5 и ICQ 5.1 предлагали пользователю только возможность поставить либо один из основных статусов, либо любой из дополнительных. Однако, если в настройках клиента установлен режим автопереключения в статус Away и/или N/A по прошествии определённого времени, то он мог незаметно ставиться поверх установленного пользователем дополнительного статуса. Ценой же полной реализации этого механизма в ICQ 6 явилось невозможностью просматривать дополнительный статус и его содержание в старых версиях ICQ (5.0x и 5.1). Однако появился и плюс — возможность вставлять в статус форматированный RTF-текст.

#### Список контактов
До выхода ICQ 2001 список контактов хранился на стороне клиента. Начиная с ICQ 2001, контакты пользователя хранятся на сервере, что позволяет не добавлять контакты повторно при входе в свою учётную запись с разных устройств. Контакты в списке могут быть разделены на группы, имена и количество которых изменяются пользователем.
При добавлении контакта может потребоваться авторизация — разрешение видеть его статус присутствия и отправлять ему файлы. Для таких контактов формируется запрос на авторизацию, который доходит до пользователя добавляемой учётной записи в виде системного уведомления, на которое он может ответить либо согласием, либо отказом, по желанию снабдив решение текстовым комментарием.
Максимально можно иметь 1000 контактов.

#### Приватные списки
Для обеспечения необходимого уровня конфиденциальности в ICQ существует несколько списков, выполняющих определённую функцию, в которые каждый пользователь может заносить любые контакты без уведомления последних.
Существует 3 списка:
- Список игнорируемых — от оказавшихся в этом списке пользователей не приходит никаких уведомлений, им не показывается никакой статус добавившего, кроме «Не в сети». При добавлении в этот список пользователь удаляется из списка контактов, при удалении добавляется автоматически. Если контакт требует авторизации, то её придётся запрашивать снова.
- Список видящих — пользователям из этого списка показывается статус «Невидимый», если он выбран, за исключением опции «Невидимый для всех», возможной в некоторых альтернативных клиентах (например QIP, Miranda, RnQ и прочие).
- Список невидящих — пользователям из этого списка всегда показывается статус «Не в сети», за исключением опции «Видимый для всех», возможной в некоторых альтернативных клиентах.

Максимальное количество контактов в каждом списке ограничено.

### Обмен сообщениями
С каждым из контактов была возможность вести личную переписку. Если отправитель не отключил эту возможность, то, в зависимости от клиента, получатель информируется о наборе сообщения, что создаёт эффект присутствия отправителя. Длина отправляемого сообщения ограничена[уточнить].
В случае, если в момент отправки сообщений адресат не находился в сети, они будут сохранены службой и доставлены адресату, как только тот подключится к сети.
Служба позволяет использовать в тексте отправляемых сообщений форматирование, а именно — определять гарнитуру, цвет, начертание и размер шрифта фрагментов сообщения, направление текста, а также вставлять в сообщения смайлы.

### Отправка файлов
В ICQ реализована передача файлов по технологии Peer-to-peer, то есть при непосредственном интернет-соединении двух компьютеров, минуя сервер. Передача файлов возможна только тогда, когда статус у получателя «В сети». Подобный способ передачи файлов может быть опасен тем, что отправитель узнает IP получателя (или наоборот) или отправит ему вредоносное программное обеспечение. Начиная же с ICQ 5, появилась возможность передавать файлы через сам сервер ICQ, который играет посредническую роль. Это необходимо в том случае, если клиент ICQ определил, что P2P-соединение установить невозможно (закрытые порты в межсетевых экранах, отсутствие персонального внешнего IP и др.).

## Особенности

### Личные чаты
Личные чаты — это диалог между двумя пользователями. При входе под своей учётной записью, благодаря облачной синхронизации можно получить доступ к чатам с любого устройства. Отправленное сообщение можно в любое время удалить как у себя, так и у собеседника — вместо него появится уведомление, что сообщение было удалено.

### Чат с самим собой (избранное)
В диалог с самим собой можно пересылать все нужные сообщения из групповых и личных чатов, а также неограниченное по количеству и размеру медиа. По сути, этот чат представляет собой бесплатное облачное хранилище.

### Групповые чаты
Это специальные чаты, в которых одновременно могло общаться до 25 тыс. участников. Создать группу мог любой пользователь. Имелись такие возможности как: скрыть свой номер телефона от других участников, продвинутая функция опросов, отображение участников группы, которые прочитали сообщение, а также отключение уведомлений о сообщениях от отдельных участников группового чата.

### Каналы
Альтернатива блогов. Авторы каналов могли публиковать посты в виде текстовых сообщений, а также прикреплять к ним медиафайлы. При публикации подписчикам приходят уведомления, как от обычных и групповых чатов. Автор канала может оставаться анонимным и не указывать в описании канала какие-либо свои данные.

### Боты
Специальный бот-API, с помощью которого любой желающий мог создать бота — небольшую программу, выполняющую определенные действия, взаимодействующую с пользователем. Спектр применения ботов достаточно широк: от развлечений до оказания бизнес услуг.

### Стикеры и маски
Для более эмоционального и персонализированного общения в приложении есть стикеры (небольшие рисованные изображения или фотографии, выражающие какую-либо эмоцию). Пользователь может использовать уже имеющиеся наборы стикеров или загружать свои собственные. Также с помощью машинного обучения программа сама рекомендует тот или иной стикер в процессе общения.
Маски — это рисованные изображения, которые накладываются на изображение с камеры в реальном времени. Их можно использовать во время видеозвонков, накладывать на фотографии и отправлять другим пользователям.

### Никнеймы
Никнейм —  псевдоним, используемый пользователем. С помощью никнейма пользователи могут поделиться своим контактом, не предоставляя доступ к номеру телефона.

### Умные ответы
Умные ответы — это короткие фразы над строкой набора сообщения, которыми вы можете ответить на сообщение. ICQ New анализирует содержание переписки и предлагает несколько готовых ответов.

### Расшифровка аудиосообщений
В сервисе предусмотрена расшифровка аудиосообщений и их перевода в текстовый вариант.

### Голосовые и видеозвонки
Помимо обмена текстовыми сообщениями пользователи могут звонить друг другу, а также устраивать аудио- и видеоконференции до 30 человек. В процессе видеозвонка можно использовать AR-маски.

## Клиент
Владельцами службы с момента её появления разрабатывается и предоставляется пользователям бесплатная компьютерная программа-клиент. Первая версия программы вышла в ноябре 1996 года. 20 мая 1997 года количество пользователей программы достигло миллиона. В 1998 году компания Mirabilis сообщила о том, что сеть ICQ растёт со скоростью 1 миллион пользователей за 23 дня. Количество одновременных подключений составляло около 500 тысяч. 8 июня 1998 года компания Mirabilis продала права на ICQ крупнейшему американскому провайдеру AOL (America Online) за 407 млн долларов. В результате компания Mirabilis была преобразована в ICQ Inc. и стала частью корпорации AOL, где и получила дальнейшее развитие.
Название официального клиента всегда начинается с «ICQ» (кроме неудавшегося проекта Compad). Поздние клиенты предоставляют дополнительные функции под общим названием ICQ Xtraz, такие как: игры, отправка SMS, IP-телефония, видеоконференция, мультичат и многие другие.
Ранее существовали локализированные версии клиентов, поддержку которых осуществляли локальные IT-компании, к примеру, в 2005 году компания Rambler создала первую официальную русскоязычную версию программы. Эти клиенты обычно имели отличное от базового название, в которое входит имя соответствующей компании. Компании обычно предоставляли актуальные для страны рекламные баннеры, позволяет связать учётную запись службы со своими службами (например, почтовой).
19 декабря 2002 AOL Time Warner сообщила о патенте на протокол OSCAR.
В графическом интерфейсе клиента присутствовала баннерная реклама. С 1 марта 2012 ICQ прекратила показ рекламы для пользователей в России и СНГ.
Исходный код клиента ICQ был открыт в 2016 году после перехода на фреймворк Qt.
В 2020 году Mail.ru Group, владеющая ICQ, приняла решение выпустить на основе мессенджера новую программу ICQ New. Для широкой публики обновленный мессенджер был представлен 6 апреля 2020 года.

### ICQ для Windows
| Версия            | Дата выхода      | Описание |
| ----------------- | ---------------- | --- |
| 0.5               |                  | Первая версия программы. Распространялась по лицензии demoware. |
| 97                |                  | Первая версия с цветком в логотипе. |
| 98                |                  | Первая версия с микроблогами. |
| 98 SE             |                  | Функция повторной отправки недоставленных сообщений. |
| 99a               | 22 февраля 1999  | История сообщений, поиск пользователей, отправка Email через ICQ, организация контакт-листа по группам, поиск в интернете и др. |
| 99b               | 18 августа 1999  | ICQ ActiveList, проверка почты в нескольких ящиках и др. |
| 2000b             | 21 сентября 2000 | Звонки между компьютерами и на телефоны, отправка SMS и сообщений на пейджеры, запросы авторизации, интеграция с Outlook, добавление не-ICQ контактов в контакт-лист |
| 2001b             | 2 ноября 2001    | Обмен файлами, улучшенный поиск, автоподгрузка плагинов. С этой версии контакт-лист называется ростером и хранится на сервере. |
| 2002a             | 18 апреля 2002   | Поиск людей по ключевым словам, интеграция с Windows XP, улучшения в дизайне. |
| Lite              | 29 сентября 2002 | Первая облегченная версия |
| Pro 2003a         | 27 ноября 2002   | Совместимость с ICQ Lite, интеграция с Google |
| Pro 2003b         | 29 октября 2003  | Добавление контактов из AOL, новый вид графического интерфейса, вход по Email, кнопка жалобы на спам, видеозвонки. |
| 4                 | 20 апреля 2004   | Появились ICQ Xtraz и ICQ Super Message, галерея аватаров, уведомления в системном лотке, напоминания о днях рождения |
| 4.01              | 17 мая 2004      | Изменение конфигурации |
| 4.1               | 14 июня 2004     | Исправление ошибок, улучшение производительности |
| 4.12              | 31 августа 2004  | Исправление ошибок, улучшение совместимости с Windows XP SP2 |
| 5                 | 7 февраля 2005   | Голосовой чат, улучшенная поддержка тем оформления, возможность пересылки контактов собеседнику, исправления ошибок, улучшение производительности и совместимости с Windows XP SP2, новый механизм автоматического обновления |
| 5.03              | 18 февраля 2005  | Улучшены анти-спам и автообновление |
| 5.04              | 11 апреля 2005   | Улучшены анти-спам и автообновление |
| 5.1               | 9 мая 2006       | tZers, новые статусы и смайлы, улучшен голосовой чат (с использованием технологии GIPS) и пользовательский интерфейс, добавлена возможность отправки SMS абонентам не из списка контактов |
| 6                 | 17 апреля 2007   | Полностью переработан графический интерфейс, более 100 других нововведений |
| 6.5               | январь 2011      | Поддержка OpenXtraz |
| 7.0               |                  | Реализована интеграция с Facebook и Twitter. |
| 7.1               |                  | |
| 7.2               |                  | Интеграция с почтовыми сервисами Yahoo и GMail, а также с Youtube, Flickr, Digg, Delicious |
| 7.4               | 31 января 2011   | меньше рекламы, удобная история переписки, уведомление о новой почте от Mail.Ru, Gmail или Yahoo! Mail и новое окно сообщений |
| 7.5               |                  | Улучшено качество аудио- и видеозвонков, расширенные статусы, обновленный дизайн окна сообщений |
| 7.6               |                  | Улучшено качество аудио- и видеозвонков, новый профиль пользователя, добавлена интеграция с GTalk и Google+ |
| 7.7               |                  | Вход в ICQ с использованием номера телефона или данных учётной записи в Facebook, подключение к ICQ Mobile, ICQ на компьютере или к Web ICQ одновременно. Интеграция с Mail.Ru |
| 7M                |                  | Отправка файлов, изображения и видео друзьям, c мобильного телефона, Facebook, Google Talk и компьютер. Как через интернет, так и напрямую |
| 8                 | 22 октября 2012  | Новый дизайн, новое уведомление о почте, звонки на мобильные и городские телефоны, поддержка Вконтакте, Одноклассники, Yahoo, Jabber, Яндекс, QIP |
| 8.1               |                  | Передача файлов любым контактам ICQ — в офлайн и в конференции, полностью обновленный дизайн анкеты и запроса авторизации, улучшенный механизм «возможных знакомых» |
| 8.2               |                  | Информер погоды, окно сообщений, теперь состоит из нескольких вкладок — «Сообщения» (непосредственно диалоги), «Домой» (ссылки на профили возможных друзей и рекламные баннеры о возможностях и иных версиях программы), «Телефон»(последние представляют собой ту же функциональность, что и ранее, однако по сути они все в одном окне), новые «квадратные» смайлы |
| 8.2 Build 7031    |                  | Новый дизайн, изменено окно сообщений, теперь вкладки «Домой», «Сообщения», «Телефон», «Игры» перенесены в отдельную вертикальную навигационную панель |
| 8.3               |                  | |
| 10.0 сборка 12107 | 6 сентября 2016  | история общения в ICQ доступна на любом используемом устройстве, коллекция бесплатных стикеров, новый дизайн |

Примечание: начиная с 2003 года и до версии 5.1 включительно выпускались облегчённые (Lite) версии ICQ-клиента.
Для локальный сетей, не соединённых с Интернетом, выпускался ICQ Groupware — набор из специально адаптированных для работы в интрасетях сервера и клиента ICQ.
ICQ ComPad — клиент ICQ с упрощённым интерфейсом, выпущенный в 2006 году.

### ICQ для macOS
Историю разработки ICQ для Mac можно представить в виде нескольких этапов. В 1997 году была выпущена первая версия ICQ для платформ Power Mac и Motorola 68000. Они выпускались до 2002 года, затем разработка под Mac была приостановлена до 2011 года, когда был выпущен клиент для Intel Mac OS на основе Adobe AIR. В 2013 году был выпущен нативный клиент для операционной системы macOS.
| Версия | Дата выхода      | Платформа | Описание                  |
| ------ | ---------------- | --------- | ------------------------- |
|        | 29 сентября 1997 | PPC/68K   | Первая версия ICQ для Mac |
|        | 18 января 1998   | PPC/68K   | [ 29 ]                    |
| 3.4.23 | 30 декабря 2002  |           |                           |
|        | 22 мая 2011      | Adobe AIR |                           |
| 1.2.0  | 6 февраля 2014   | Intel     | [ 30 ]                    |
| 1.3.0  | 21 марта 2014    | Intel     | [ 30 ]                    |

### ICQ для мобильных устройств
В августе 1998 года была выпущена бета-версия ICQ для карманных компьютеров Palm Pilot. В январе 2000 года приложение вышло из стадии бета-тестирования.
В 2004 году были выпущены клиенты ICQ для платформ UIQ и S60.
В 2010 году вышел ICQ для смартфонов под управлением операционной системы Android.
В октябре 2011 года была выпущена полностью переработанная версия официального клиента для мобильной операционной системы Symbian, а в декабре этого же года — для Symbian Touch. В приложении был полностью переработан пользовательский интерфейс, добавлены смайлики высокого разрешения и возможность общения с пользователями Mail.Ru Agent, Google Talk, Facebook, Вконтакте и Одноклассники. Заявлена совместимость с телефонами на платформе Symbian Belle. Была добавлена поддержка многоязычности.
В ноябре 2011 года была выпущена первая версия ICQ для платформы BlackBerry.

## Совместимость
Осенью 2011 в ICQ была добавлена совместимость с мессенджером Агент Mail.ru.

## Условия использования
Переписка в ICQ не является личной (конфиденциальной) в прямом смысле этого слова, даже несмотря на то, что активных собеседников, как правило, двое. В соответствии с правилами пользования сервисом, все права на передаваемую в рамках сервиса информацию передаются AOL Inc., в том числе права на публикацию и распространение по своему усмотрению. Факт использования сервиса означает принятие пользователем этих условий.
С признанием правил пользования (acceptable use policy) пользователь передаёт ICQ Inc. все авторские права на данные, которые он опубликовал в рамках службы ICQ.
Правила пользования от 7 июня 2000 года гласят:

Вы соглашаетесь, что, отправляя любой материал или информацию через какой-либо ICQ-сервис, вы уступаете авторские и любые другие имущественные права на опубликованный материал или информацию. В дальнейшем вы соглашаетесь, что ICQ Inc. имеет право использовать опубликованный материал или информацию в любом виде и с любой целью, включая, но не ограничиваясь, его публикацию и распространение.
Оригинальный текст (англ.)
You agree that by posting any material or information anywhere on the ICQ Services and Information you surrender your copyright and any other proprietary right in the posted material or information. You further agree that ICQ Inc. is entitled to use at its own discretion any of the posted material or information in any manner it deems fit, including, but not limited to, publishing the material or distributing it.

## Клиенты сторонних разработчиков
Помимо официальных клиентов, предоставляемых компанией AOL и её партнёрами, существует целый ряд неофициальных клиентов, создаваемых сторонними разработчиками. Среди них - клиенты для разных платформ, выходящие под свободными и проприетарными лицензиями, многопротокольные и поддерживающие исключительно сервис ICQ.
Эти клиенты создавались с использованием обратной разработки протокола OSCAR, тем самым нарушая ICQ Terms of Services. Спецификация протокола OSCAR была открыта только в 2008 году.
Такие клиенты, в силу особенностей их реализации, как правило, дают пользователю некоторые возможности, которые не могут быть обеспечены вышедшими на данный момент версиями клиентов AOL. В числе таких возможностей могут быть:
- возможность использования сервиса на более широком спектре платформ — а именно, на тех платформах, для которых не выпускаются версии официального клиента или поддержка которых была прекращена (например, Windows Mobile);
- меньшая требовательность к аппаратным ресурсам компьютера;
- большие возможности в конфигурировании поведения программы, её графического интерфейса, использования дополнительных функций (например, проверку на игнор) и т. п.;
- для клиентов с открытой моделью разработки — возможность исследовать и модифицировать исходный код программы;
- для многопротокольных клиентов — возможность совместить в одной программе общение сразу по нескольким различным протоколам.

С другой стороны, для них не доступны возможности ICQ Xtraz, предоставляющей развлекательные услуги.
Неофициальные клиенты также могут добавлять дополнительную функциональность, связанную с реализацией сервиса. В частности, могут быть доступны следующие возможности:
- отправка текста любой длины путём его разбивки на отдельные сообщения самим клиентом;
- запрет отправки собеседнику уведомлений о наборе сообщения;
- добавление в список контактов пользователя, требующего авторизации, без прохождения таковой;
- шифрование передаваемых сообщений, если оба собеседника используют совместимый клиент.

### Альтернативные клиенты
- QIP2005 — российский проприетарный бесплатный клиент для Windows
- Miranda IM — мультипротокольная программа обмена мгновенными сообщениями для Windows, ключающая, в том числе, плагины для работы с ICQ.
- &RQ и его форки (R&Q и др.)
- Licq
- stICQ
- iChat

### Специализированные клиенты
- Jimm и его модификации — для мобильных телефонов и смартфонов.
- Wapalta — мобильное приложение, имеющее модуль ICQ. Предназначено для мобильных телефонов с поддержкой Java MIDP 2.0.
- Pigeon! — клиент ICQ под Windows Mobile, позднее была добавлена поддержка ряда других сервисов.

### Веб-службы
- meebo — клиент, реализованный в виде веб-сервиса.
- imo.im — альтернативный веб-клиент с шифрованием.

## История
15 ноября 1996 года Арик Варди, Яир Голдфингер, Сефи Вигисер и Амнон Амир, старшеклассники из Тель-Авива (Израиль), основали компанию Mirabilis и создали интернет-пейджер ICQ.
Программное обеспечение изначально распространялось бесплатно (в отличие от конкурентов).
Число пользователей росло лавинообразно. Mirabilis предлагала IM не только частным пользователям, но и корпоративным клиентам.
В 1998 году компания была выкуплена американской корпорацией AOL за 407 млн долларов и была преобразована в часть отделения Time Warner — ICQ, Incorporated.
Microsoft предпринимала попытки переманить пользователей ICQ:
- Пыталась сначала разработать IM протокол, который был бы привлекательней ICQ[41][42].
- Пыталась купить компанию, но получила отказ.
- Пыталась сделать протоколы совместимыми (чтобы пользователи Windows Messenger могли общаться с пользователями ICQ), но владелец ICQ каждый раз менял протокол.

В результате Microsoft отказалась от своих планов.
В апреле 2010 года инвестиционный фонд Digital Sky Technologies (DST), совладельцем которого является Алишер Усманов, заключил соглашение с AOL о приобретении сервиса мгновенных сообщений ICQ за 187,5 млн долларов.
После реорганизации DST в сентябре 2010 года ICQ вошла в состав Mail.ru Group.

### Модификации протокола
С середины 2008 года до начала 2009 года служба производила технические изменения в протоколе, фактическим следствием которых становились перебои в работе неофициальных клиентов. В этот же период компания AOL в пресс-релизах и на сайте службы размещала сообщения, рекомендующие использовать только официальные, т. н. авторизованные клиенты службы. Ниже приведена хронология значимых событий.
- В июле 2008 года были произведены изменения на серверах ICQ, в результате чего перестали работать многие неофициальные клиенты. Они получили официальное оповещение от контакта «ICQ System».
- 9 декабря были произведены очередные изменения на серверах ICQ, после чего перестали работать клиенты, отсылающие идентификатор, не соответствующий ICQ 5.1 и выше.
- 29 декабря пресс-служба ICQ распространила заявление, в котором назвала сторонние клиенты опасными[44].
- 21 января[уточнить] 2009 года серверами стали блокироваться все неофициальные клиенты для территории стран СНГ[45].

Пользователи с IP-адресами России и стран СНГ получают сообщение от контакта с UIN 1:

Системное сообщение
ICQ не поддерживает используемую вами версию. Скачайте бесплатную авторизованную версию ICQ с официального web-сайта ICQ.
Оригинальный текст (англ.)
System Message
The version you are using is not supported by ICQ. Download a free authorized ICQ version from ICQ’s official website.

На icq.com для русскоязычных пользователей появляется «важное сообщение для пользователей ICQ»: «ICQ осуществляет поддержку только авторизированных версий программ: ICQ Lite и ICQ 6.5».
К 22 января 2009 года исправленные версии своих альтернативных клиентов выпустили: QIP (все версии, включая мобильные), Miranda.
- 3 февраля 2009 года повторилась ситуация 21 января[46].
- 28 декабря 2018 года администрация ICQ отключила поддержку старого протокола, тем самым заблокировав доступ к сервису ICQ старым официальным приложениям и клиентам сторонних разработчиков. ICQ постепенно отказывается от использования идентификация по уникальному номеру UIN, поэтому идентификация пользователей теперь привязана к номеру сотового телефона[47].

### Атаки взломщиков
- 16 августа 2010 года злоумышленники с помощью общающегося бота начали рассылать файл с вирусом, который меняет пароль от UIN’a и рассылает такой же вирус всему контакт-листу.

### Открытие исходных кодов
16 марта 2016 года, компания Mail.ru запустила новую версию ICQ и официально открыла исходный код мессенджера. Новая версия создавалась с помощью библиотеки Qt, которая распространяется под коммерческой лицензией и LGPL.

### Отключение старого протокола
28 декабря 2018 года, компания Mail.ru Group, владеющая мессенджером ICQ, полностью отключила поддержку старых и неофициальных ICQ-клиентов, использовавших протокол OSCAR. Предупреждение об этом пользователи получили в рассылке от аккаунта ICQ Official. Официальные клиенты ICQ используют принципиально другой протокол.
Пользователям старых и неофициальных клиентов было отправлено сообщение следующего содержания:

C 28 декабря мы перестаём поддерживать старые версии ICQ и другие неофициальные клиенты. Чтобы продолжить общение, вам необходимо обновить ICQ здесь: icq.com Также вы можете использовать веб-версию web.icq.com
В новой версии ICQ можно:
- редактировать и удалять отправленные сообщения
- цитировать и пересылать сообщения в другой чат
- отправлять стикеры
- записывать голосовые сообщения
- искать по истории чата и просматривать отправленные медиа в галерее
- создавать групповые чаты
- звонить голосом и видео

### Закрытие
24 мая 2024 года VK объявила об окончательном прекращении поддержки и закрытии мессенджера с 26 июня того же года.

## Бренд

Прежний логотип ICQ

ICQ и её логотип — достаточно известный и узнаваемый бренд. Предыдущий привычный всем логотип представляет собой стилизованное изображение цветка ромашки с диском жёлтого цвета и восемью лепестками, семь из которых окрашены в зелёный цвет, а один — в красный.
Это изображение используется не только в качестве логотипа службы, но и в интерфейсе официального клиента для визуализации процесса подключения клиента к серверу, а также как идеограмма статусов присутствия.
Само название ICQ является английским омофоном фразы «I seek you» («я ищу тебя»).

## Перспективы
По данным Mail.ru Group ежемесячная аудитория ICQ во всем мире с декабря 2009 года по декабрь 2010 года сократилась на 35 % (17,6 млн.чел) и составила 33,5 млн человек. В России к декабрю 2010 года аудитория составила 16,4 млн человек (сократилась за год на 9 %). Согласно отчёту, опубликованному Mail.ru Group 5 сентября 2012 года, общемировая месячная аудитория ICQ снизилась за период с июня 2011 по июнь 2012 года с 30,8 до 20,5 млн человек, в числе которых 10,8 млн российских пользователей, потеряв таким образом за год ещё треть своей аудитории.
По мнению Mail.ru Group, такое падение аудитории связано с усилением борьбы со спам-ботами, но другие представители IT-индустрии с этим не согласны. Старший менеджер по развитию comScore в Европе Оснат Зарецкий и председатель правления инвестиционного холдинга ФИНАМ Владислав Кочетков считают, что падение аудитории ICQ — часть общемировой тенденции: всё большее количество пользователей Интернета предпочитают использовать в качестве средства коммуникации социальные сети.

## Критика

### Конфиденциальность переписки и сотрудничество с российскими спецслужбами
Согласно опубликованной в мае 2018 г. статье «Новой газеты», российские спецслужбы имеют доступ к онлайн-чтению переписок пользователей ICQ. В материале были изучены 34 приговора российских судов, в ходе расследования которых доказательства вины подсудимых были получены благодаря чтению переписки на ПК или мобильном устройстве. Из четырнадцати дел, в которых фигурировала ICQ, в шести случаях снятие информации происходило до изъятия устройства. Поводом для материала стала блокировка Telegram и рекомендация советника президента РФ Германа Клименко пользователям этого сервиса переходить взамен на ICQ.